# Општина Санислау (Сату Маре)
Санислау (рум. Sanislău) општина је у Румунији у округу Сату Маре.
Oпштина се налази на надморској висини од 136 m.